# Tinée
Tinée (okcitánsky: Tiniá) je řeka, která protéká departementem Alpes-Maritimes v jihovýchodní Francii. Je dlouhá 69,9 km. Její povodí je 743 km² rozlehlé. Pramení na východní straně Col de la Bonette v Přímořských Alpách. Protéká přes Saint-Étienne-de-Tinée, Isolu a Saint-Sauveur-sur-Tinée a teče do Varu poblíž Utelle. Guercha a Vionène jsou jejími přítoky.